# Copa da Argentina de Futebol de 2019–20
A Copa da Argentina de Futebol de 2019–20, oficialmente conhecida como Copa Argentina AXION energy, é a décima primeira edição dessa competição argentina de futebol organizada pela Associação do Futebol Argentino (AFA). O campeão do torneio, além do título, garante uma vaga na Taça Libertadores da América de 2022 (originalmente, era para a Taça Libertadores da América de 2021).
Em 17 de março de 2020, o certame foi suspenso durante a disputa da Primeira fase das Fases finais, por conta das medidas do governo argentino para combater o avanço da pandemia de COVID-19. A competição foi retomada a partir de dezembro de 2020 e finalizada em dezembro de 2021.

## Regulamento
A Copa da Argentina de 2019–20 é a nona edição sob o atual formato, com início em 15 de janeiro de 2020. A fase preliminar regional está sob responsabilidade do Conselho Federal do Futebol Argentino (CFFA) e a fase nacional estará aos cuidados da Associação do Futebol Argentino (AFA). Quanto ao sistema de disputa, será o mesmo da temporada anterior, jogos no "mata-mata" em sete fases: uma fase preliminar será disputada em partidas de ida e volta; e as demais fases serão em jogos únicos; o campeão se classificará para a Taça Libertadores da América de 2022.

## Participantes
Setenta e sete equipes participarão da competição que envolverá clubes de várias divisões do sistema de ligas de futebol da Argentina, são elas: todas as vinte e quatro equipes da Superliga Argentina de 2019–20 (primeira divisão); quatorze equipes (sete de cada zona) da Primera Nacional de 2019–20 (segunda divisão); seis da Primera B de 2019–20 (terceira divisão); quatro da Primera C de 2019–20 (quarta divisão); três da Primera D de 2019–20 (quinta divisão) e vinte e seis equipes (treze de cada zona) do Torneo Federal A de 2019–20 (terceira divisão).

### Primeira Divisão
Todas as equipes participantes da temporada de 2019–20 da Superliga Argentina estão classificadas.
| - Aldosivi           |
| - Argentinos Juniors |
| - Arsenal            |
| - Atlético Tucumán   |
| - Banfield           |
| - Boca Juniors       |

| - Central Córdoba (SdE)   |
| - Colón                   |
| - Defensa y Justicia      |
| - Estudiantes (LP)        |
| - Gimnasia y Esgrima (LP) |
| - Godoy Cruz              |

| - Huracán           |
| - Independiente     |
| - Lanús             |
| - Newell's Old Boys |
| - Patronato         |
| - Racing            |

| - River Plate     |
| - Rosario Central |
| - San Lorenzo     |
| - Talleres (C)    |
| - Unión           |
| - Vélez Sarsfield |

### Segunda Divisão
Os sete primeiros colocados dos grupos A e B da classificação ao final do primeiro turno (15.ª rodada) da Primera Nacional de 2019–20 também participarão.
| - Alvarado               |
| - Atlanta                |
| - Atlético de Rafaela    |
| - Defensores de Belgrano |

| - Deportivo Riestra |
| - Estudiantes (BA)  |
| - Estudiantes (RC)  |
| - Instituto         |

| - Platense        |
| - San Martín (SJ) |
| - San Martín (T)  |
| - Sarmiento (J)   |

| - Temperley |
| - Tigre     |

### Terceira Divisão

#### Primera B
As seis equipes mais bem colocadas ao final do Torneo Apertura da edição de 2019–20 da Primera B também se classificaram.
| - Almirante Brown |
| - Comunicaciones  |

| - J. J. de Urquiza |
| - San Telmo        |

| - Talleres (RdE)   |
| - Villa San Carlos |

#### Torneo Federal A
As treze equipes mais bem colocadas em cada zona (A e B) ao final do primeiro turno do Torneo Federal A de 2019–20 também disputarão o torneio.
| - Boca Unidos       |
| - Central Norte     |
| - Chaco For Ever    |
| - Cipolletti        |
| - Círculo Deportivo |
| - Crucero del Norte |
| - Defensores (P)    |

| - Defensores de Belgrano (VR) |
| - Deportivo Camioneros        |
| - Deportivo Madryn            |
| - Deportivo Maipú             |
| - Desamparados                |
| - Douglas Haig                |
| - Estudiantes (SL)            |

| - Ferro Carril Oeste (GP) |
| - Güemes (SdE)            |
| - Huracán Las Heras       |
| - San Martín (F)          |
| - Sansinena               |
| - Sarmiento (R)           |
| - Sol de Mayo             |

| - Sportivo Belgrano    |
| - Sportivo Las Parejas |
| - Sportivo Peñarol     |
| - Unión (S)            |
| - Villa Mitre          |

### Quarta Divisão

#### Primera C
As quatro equipes melhores posicionadas ao final do Torneo Apertura  da Primera C de 2019–20 também foram qualificadas.
| - Cañuelas |

| - Dock Sud |

| - Laferrere |

| - Real Pilar |

### Quinta Divisão

#### Primera D
As três equipes mais bem posicionadas ao final do Torneo Apertura da Primera D de 2019–20 também foram classificadas.
| - Claypole |

| - Liniers |

| - Sportivo Barracas |

## Calendário
| Fase          | Fase             | Sorteio                | Jogo(s) de ida                                | Jogo(s) de volta                              |
| ------------- | ---------------- | ---------------------- | --------------------------------------------- | --------------------------------------------- |
| Fase Regional | Fase Regional    | 11 de dezembro de 2019 | 15 de janeiro — 11 de fevereiro de 2020       | 19 de janeiro — 19 de fevereiro de 2020       |
| Fase Final    | Primeira fase    | 30 de janeiro de 2020  | 25 de fevereiro de 2020 — 17 de março de 2021 | 25 de fevereiro de 2020 — 17 de março de 2021 |
| Fase Final    | Segunda fase     | 30 de janeiro de 2020  | 17 de março de 2021 — A definir               | 17 de março de 2021 — A definir               |
| Fase Final    | Oitavas de final | 30 de janeiro de 2020  | A definir                                     | A definir                                     |
| Fase Final    | Quartas de final | 30 de janeiro de 2020  | A definir                                     | A definir                                     |
| Fase Final    | Semifinais       | 30 de janeiro de 2020  | A definir                                     | A definir                                     |
| Fase Final    | Final            | 30 de janeiro de 2020  | A definir                                     | A definir                                     |

## Fase Regional
- Esta fase da competição esteve a cargo do Conselho Federal do Futebol Argentino (CFFA), órgão ligado à Associação do Futebol Argentino (AFA) que controla o futebol no interior do país, e as chaves da fase regional foram apresentadas em 11 de dezembro de 2019.[11]
- Contou com a participação apenas dos times do Torneo Federal A (terceira divisão regional) em partidas de ida e volta.[12]
- As partidas de ida foram disputadas de 15 de janeiro a 12 de fevereiro de 2020; e os jogos de volta ocorreram de 19 de janeiro a 19 de fevereiro de 2020.[12]
- Em caso de empate no placar agregado, a regra do gol fora de casa foi considerada e, persistindo a igualdade, a vaga foi definida na disputa por pênaltis.[13]
- Os vencedores das 13 chaves avançaram para a fase final do torneio.[3]

Em itálico, os times que possuem o mando de campo no primeiro jogo do confronto e em negrito os times classificados.
| Equipe 1                    | Total       | Equipe 2                | 1.º jogo | 2.º jogo |
| --------------------------- | ----------- | ----------------------- | -------- | -------- |
| Sarmiento (R)               | 1–2         | Chaco For Ever          | 1–1      | 0–1      |
| Desamparados                | 1–5         | Sportivo Peñarol        | 0–1      | 1–4      |
| Huracán Las Heras           | 4–1         | Deportivo Maipú         | 1–0      | 3–1      |
| Sansinena                   | 2–3         | Villa Mitre             | 2–2      | 0–1      |
| Sol de Mayo                 | 1–7         | Deportivo Madryn        | 0–2      | 1–5      |
| Cipolletti                  | 1–1         | Ferro Carril Oeste (GP) | 0–0      | 1–1      |
| Círculo Deportivo           | 3–3 (0–3 p) | Deportivo Camioneros    | 2–1      | 1–2      |
| Defensores de Belgrano (VR) | 0–1         | Douglas Haig            | 0–0      | 0–1      |
| Central Norte               | 3–3 (g.f.)  | Güemes (SdE)            | 2–2      | 1–1      |
| San Martín (F)              | 1–3         | Boca Unidos             | 1–2      | 0–1      |
| Crucero del Norte           | 4–4 (g.f.)  | Defensores (P)          | 2–3      | 2–1      |
| Sportivo Belgrano           | 2–0         | Unión (S)               | 1–0      | 1–0      |
| Estudiantes (SL)            | 3–2         | Sportivo Las Parejas    | 1–1      | 2–1      |

## Fase Final

### Sorteio
O sorteio para a fase final foi realizado na quinta-feira, dia 30 de janeiro de 2020, no estádio de futsal do Complexo da AFA em Ezeiza. O sorteio definiu as 32 chaves da terceira fase e os próximos cruzamentos da fase  final do certame.

### Primeira fase
- A primeira fase será disputada por 64 equipes, em partida única: as 13 equipes classificadas da fase anterior (Torneo Federal A), 6 times da Primera B, 4 times da Primera C, 3 times da Primera D, 14 times da Primera Nacional e os 24 clubes da Superliga Argentina.[3]
- Em caso de empate a vaga será decidida na disputa por pênaltis.[3]
- Os confrontos desta fase foram definidos através de sorteio.[3]
- Avançam 32 equipes para a segunda fase.[3]

| Chave | Equipe 1                | Resultado   | Equipe 2             |
| ----- | ----------------------- | ----------- | -------------------- |
| 1     | Newell's Old Boys       | 2–0         | Sportivo Peñarol     |
| 2     | Banfield                | 2–0         | Güemes (SdE)         |
| 3     | Boca Juniors            | 2–1         | Claypole             |
| 4     | Independiente           | 1–0         | Villa Mitre (BB)     |
| 5     | Rosario Central         | 0–3         | Boca Unidos          |
| 6     | Lanús                   | 3–1         | Real Pilar           |
| 7     | Gimnasia y Esgrima (LP) | 2–0         | Sportivo Barracas    |
| 8     | Vélez Sarsfield         | 3–1         | Deportivo Camioneros |
| 9     | Arsenal                 | 0–1         | Huracán Las Heras    |
| 10    | Argentinos Juniors      | 1–0         | Cañuelas             |
| 11    | Huracán                 | 1–1 (4–5 p) | Estudiantes (SL)     |
| 12    | Racing                  | 3–1         | Sportivo Belgrano    |
| 13    | San Lorenzo             | 3–0         | Liniers              |
| 14    | River Plate             | 4–0         | Defensores (P)       |
| 15    | Estudiantes (LP)        | 1–1 (4–5 p) | Deportivo Laferrere  |
| 16    | Temperley               | 0–0 (4–2 p) | Deportivo Riestra    |

| Chave | Equipe 1               | Resultado   | Equipe 2            |
| ----- | ---------------------- | ----------- | ------------------- |
| 17    | Aldosivi               | 1–3         | Talleres (RdE)      |
| 18    | Central Córdoba (SdE)  | 0–1         | San Telmo           |
| 19    | Atlético Tucumán       | 3–0         | Comunicaciones      |
| 20    | Defensa y Justicia     | 1–0         | Estudiantes (BA)    |
| 21    | San Martín (T)         | 0–1         | San Martín (SJ)     |
| 22    | Atlanta                | 0–0 (3–4 p) | Villa San Carlos    |
| 23    | Colón                  | 1–0         | Cipolletti          |
| 24    | Estudiantes (RC)       | 1–0         | Chaco For Ever      |
| 25    | Talleres (C)           | 0–0 (6–5 p) | Atlético de Rafaela |
| 26    | Unión (SF)             | 1–1 (5–6 p) | Dock Sud            |
| 27    | Patronato              | 1–1 (5–3 p) | Instituto           |
| 28    | Godoy Cruz             | 3–1         | J. J. de Urquiza    |
| 29    | Tigre                  | 1–1 (5–3 p) | Alvarado            |
| 30    | Defensores de Belgrano | 4–2         | Almirante Brown     |
| 31    | Platense               | 0–1         | Deportivo Madryn    |
| 32    | Sarmiento (J)          | 3–0         | Douglas Haig        |

| 25 de fevereiro de 2020 | Gimnasia y Esgrima (LP)   | 2 – 0     | Sportivo Barracas | Quilmes                                                      |  |
| 21:10 (UTC−3)           | - Licht 3' - Cocimano 30' | Relatório |                   | Estádio: Centenario Ciudad de Quilmes Árbitro: Julio Barraza |  |

| 26 de fevereiro de 2020 | Aldosivi      | 1 – 3     | Talleres (RdE)                 | Sarandí                                                |  |
| 17:35 (UTC−3)           | - Verón 90+3' | Relatório | - Sosa 38' - Aranda 86', 90+4' | Estádio: Julio Humberto Grondona Árbitro: Jorge Broggi |  |

| 27 de fevereiro de 2020            | Patronato      | 1 – 1 (5–3 pen.)         | Instituto         | Santa Fé                                                         |  |
| 20:05 (UTC−3)                      | - Silveira 37' | Relatório                | - Arce 60' (pen.) | Estádio: 15 de Abril (Unión de Santa Fe) Árbitro: Carlos Córdoba |  |
|                                    |                | Penalidades              |                   |                                                                  |  |
| Silveira Díaz Torres Barreto Abero |                | Sills Agüero Silva Erpen |                   |                                                                  |  |

| 4 de março de 2020                             | Estudiantes (LP)  | 1 – 1 (4–5 pen.)                            | Deportivo Laferrere | Lanús                                              |  |
| 19:00 (UTC−3)                                  | - F. González 32' | Relatório                                   | - Faillace 40'      | Estádio: Ciudad de Lanús Árbitro: Pablo Echavarría |  |
|                                                |                   | Penalidades                                 |                     |                                                    |  |
| Schunke Estévez Retegui Díaz García Mascherano |                   | Scarnato López Benítez Pintos Barreal Acuña |                     |                                                    |  |

| 4 de março de 2020 | Central Córdoba (SdE) | 0 – 1     | San Telmo             | Salta                                                   |  |
| 21:30 (UTC−3)      |                       | Relatório | - Ramírez Agudelo 90' | Estádio: Estádio Padre Martearena Árbitro: Jorge Baliño |  |

| 5 de março de 2020                               | Unión (SF)       | 1 – 1 (5–6 pen.)                                   | Dock Sud     | Rafaela                                              |  |
| 20:05 (UTC−3)                                    | - Calderón 90+2' | Relatório                                          | - Caruso 40' | Estádio: Nuevo Monumental Árbitro: Yael Falcón Pérez |  |
|                                                  |                  | Penalidades                                        |              |                                                      |  |
| Troyansky Cabrera Cañete Mazzola Bou Elías] Milo |                  | Kissner Villalba Tamborelli Soria Manes Armoa Adín |              |                                                      |  |

| 10 de março de 2020 | Platense | 0 – 1     | Deportivo Madryn | Caseros                                              |  |
| 18:00 (UTC−3)       |          | Relatório | - Distaulo 43'   | Estádio: Ciudad de Caseros Árbitro: Sebastián Zunino |  |

| 11 de março de 2020 | Argentinos Juniors | 1 – 0     | Cañuelas | Sarandí                                                  |  |
| 22:10 (UTC−3)       | - Hauche 5'        | Relatório |          | Estádio: Julio Humberto Grondona Árbitro: Carlos Gariano |  |

| 12 de março de 2020 | Sarmiento (J)                 | 3 – 0     | Douglas Haig | Quilmes                                                       |  |
| 17:00 (UTC−3) | - Magnín 13' - Pombo 73', 83' | Relatório |              | Estádio: Centenario Ciudad de Quilmes Árbitro: Diego Ceballos |  |
| Nota: A partida começou na quarta-feira, dia 11 de março de 2020, mas acabou sendo suspensa aos 20 minutos do primeiro tempo devido às condições meteorológicas. O restante do jogo foi realizado na quinta-feira, dia 12, em dois tempos de 35 minutos. |                               |           |              |                                                               |  |

| 23 de dezembro de 2020 | Newell's Old Boys                           | 3 – 0     | Sportivo Peñarol | San Nicolás de los Arroyos                                  |  |
| 18:10 (UTC−3)          | - Sebastián Palacios 39' - Enzo Cabrera 90' | Relatório |                  | Estádio: Estádio Único de San Nicolás Árbitro: Pablo Dovalo |  |

| 30 de dezembro de 2020 | Godoy Cruz                                                      | 3 – 1     | J. J. de Urquiza  | Sarandí                                              |  |
| 19:10 (UTC−3)          | - Gianluca Ferrari 33' - Luciano Pizarro 58' - Renzo Tesuri 84' | Relatório | - Pío Bonacci 34' | Estádio: Julio Humberto Grondona Árbitro: Diego Abal |  |

| 6 de janeiro de 2021                                                                   | Temperley | 0 – 0 (4–2 pen.)                                                               | Deportivo Riestra | Caseros                                           |  |
| 19:10 (UTC−3)                                                                          |           | Relatório                                                                      |                   | Estádio: Ciudad de Caseros Árbitro: Pablo Giménez |  |
|                                                                                        |           | Penalidades                                                                    |                   |                                                   |  |
| - Ariel Cólzera - Emiliano Ellacopulos - Leonardo Di Lorenzo - Nicolás Muscio - Alonso |           | - Guillermo Pereira - Ramírez Agudelo - Maximiliano Rodríguez - Jonatan Goitía |                   |                                                   |  |

| 7 de janeiro de 2021 | Estudiantes (RC)        | 1 – 0     | Chaco For Ever | Rafaela                                          |  |
| 18:00 (UTC−3)        | - Néstor Ortigoza 90+3' | Relatório |                | Estádio: Nuevo Monumental Árbitro: Silvio Trucco |  |

| 14 de janeiro de 2021 | Colón                  | 1 – 0     | Cipolletti | Paraná                                                       |  |
| 21:10 (UTC−3)         | - Rodrigo Aliendro 82' | Relatório |            | Estádio: Presbítero Bartolomé Grella Árbitro: Carlos Gariano |  |

| 20 de janeiro de 2021 | Rosario Central | 0 – 3     | Boca Unidos                                                                      | San Nicolás de los Arroyos                                       |  |
| 19:20 (UTC−3)         |                 | Relatório | - Antonio César Medina 1' (pen.) - Gonzalo Ríos 25' - Gabriel Ramírez 83' (pen.) | Estádio: Estádio Único de San Nicolás Árbitro: Yael Falcón Pérez |  |

| 28 de janeiro de 2021 | Arsenal | 0 – 1     | Huracán Las Heras  | Caseros                                                |  |
| 21:10 (UTC−3)         |         | Relatório | - 63' Lucas Agüero | Estádio: Ciudad de Caseros Árbitro: Leandro Rey Hilfer |  |

| 10 de fevereiro de 2021 | River Plate                                                                             | 4 – 0     | Defensores (P) | Banfield                                        |  |
| 21:10 (UTC−3)           | - Matías Suárez 15' - Julián Álvarez 34' - Fabrizio Angileri 58' - Federico Girotti 77' | Relatório |                | Estádio: Florencio Sola Árbitro: German Delfino |  |

| 17 de fevereiro de 2021 | Vélez Sarsfield                                                     | 3 – 1     | Deportivo Camioneros | Sarandí                                                 |  |
| 21:10 (UTC−3)           | - Pablo Galdames 6' - Hernán De la Fuente 10' - Miguel Brizuela 30' | Relatório | - 24' Gonzalo Parisi | Estádio: Julio Humberto Grondona Árbitro: Julio Barraza |  |

| 18 de fevereiro de 2021 | San Lorenzo                                 | 3 – 0     | Liniers | Mar del Plata                                       |  |
| 21:10 (UTC−3)           | - Alexander Díaz 7' - Óscar Romero 53', 79' | Relatório |         | Estádio: José María Minella Árbitro: Lucas Comesaña |  |

| 19 de fevereiro de 2021 | Defensores de Belgrano                                                                             | 4 – 2     | Almirante Brown                                  | Caseros                                          |  |
| 21:30 (UTC−3)           | - Alejandro Lugones 3' - Luis López 53' - Juan Manuel Olivares 67' - Gonzalo Aquilino Pintos 90+6' | Relatório | - 23' Diego Alejandro García - 61' Santiago Vera | Estádio: Ciudad de Caseros Árbitro: Pablo Dóvalo |  |

| 20 de fevereiro de 2021                                                             | Tigre           | 1 – 1 (5–3 pen.)                                                                  | Alvarado             | Quilmes                                                      |  |
| 17:10 (UTC−3)                                                                       | - Enzo Díaz 65' | Relatório                                                                         | - 86' Mauro Valiente | Estádio: Centenario Ciudad de Quilmes Árbitro: César Córdoba |  |
|                                                                                     |                 | Penalidades                                                                       |                      |                                                              |  |
| - Pablo Magnín - Lucas Blondel - Sebastián Prieto - Juan Cavallaro - Víctor Cabrera |                 | - Leandro Navarro - Fernando Alejandro Ponce - Robertino Giacomini - Tomás Mantia |                      |                                                              |  |

| 21 de fevereiro de 2021                                                                          | Atlanta | 0 – 0 (3–4 pen.)                                                                       | Villa San Carlos | Caseros                                            |  |
| 17:10 (UTC−3)                                                                                    |         | Relatório                                                                              |                  | Estádio: Ciudad de Caseros Árbitro: Carlos Gariano |  |
|                                                                                                  |         | Penalidades                                                                            |                  |                                                    |  |
| - Ignacio Colombini - Joaquín Ochoa Giménez - Nahuel Tecilla - Gonzalo Coronel - Cristian Cuenca |         | - Nahuel Fernándes Silva - Alexis Alegre - Maximiliano Badell - Raúl Alejandro Iberbia |                  |                                                    |  |

| 23 de fevereiro de 2021 | Lanús                                                      | 3 – 1     | Real Pilar        | Sarandí                                                  |  |
| 21:10 (UTC−3)           | - José Sand 47' - Franco Orozco 71' - Nicolás Orsini 90+1' | Relatório | - 43' Diego Crego | Estádio: Julio Humberto Grondona Árbitro: Nazareno Arasa |  |

| 25 de fevereiro de 2021                                                                                          | Huracán             | 1 – 1 (4–5 pen.)                                                                                       | Estudiantes (SL)    | Cutral Có                                              |  |
| 17:10 (UTC−3) | - Diego Mendoza 40' | Relatório                                                                                              | - 25' José Cesarini | Estádio: Coloso del Ruca Quimey Árbitro: Silvio Trucco |  |
| |                     | Penalidades                                                                                            |                     |                                                        |  |
| - Andrés Eliseo Chávez - Norberto Briasco - Patricio Toranzo - Ezequiel Bonifacio - Diego Mendoza - Walter Pérez |                     | - Cristian Gorgerino - Eric Soloppi - Emiliano Belfiore - Daniel Garro - José Cesarini - Leonel Felice |                     |                                                        |  |

| 1 de março de 2021 | San Martín (T) | 0 – 1     | San Martín (SJ)    | Córdoba                                                                  |  |
| 21:30 (UTC−3)      |                | Relatório | - 84' Lucas Diarte | Estádio: Juan Domingo Perón (Instituto de Córdoba) Árbitro: Jorge Baliño |  |

| 2 de março de 2021 | Talleres (C) | 0 – 0 (6–5 pen.) | Atlético de Rafaela | San Nicolás de los Arroyos                                      |  |
| 20:10 (UTC−3) |              | Relatório |                     | Estádio: Estádio Único de San Nicolás Árbitro: Mariano González |  |
| |              | Penalidades |                     |                                                                 |  |
| - Mateo Retegui - Rafael Pérez - Carlos Daniel Auzqui - Juan Ignacio Mendez Aveiro - Enzo Hernán Díaz - Piero Hincapié - Marcos Díaz - Federico Navarro - Diego Valoyes |              | - Claudio Bieler - Cristian Chimino - Rafael Pérez - Cristian Leandro González - Emiliano Romero Clavijo - Alex Luna - Brian Calderara - Guillermo Sara - Gino Albertengo |                     |                                                                 |  |

| 2 de março de 2021 | Defensa y Justicia | 1 – 0     | Estudiantes (BA) | Turdera                                         |  |
| 22:15 (UTC−3)      | - Walter Bou 40'   | Relatório |                  | Estádio: Alfredo Beranger Árbitro: Jorge Broggi |  |

| 3 de março de 2021 | Boca Juniors                               | 2 – 1     | Claypole               | Lanús                                                |  |
| 21:30 (UTC−3)      | - Sebastián Villa 35' - Gonzalo Maroni 76' | Relatório | - 29' Leonel Landaburu | Estádio: Ciudad de Lanús Árbitro: Leandro Rey Hilfer |  |

| 10 de março de 2021 | Banfield                                  | 2 – 0     | Güemes (SdE) | Turdera                                           |  |
| 17:10 (UTC−3)       | - Luciano Pons 40' - Giuliano Galoppo 54' | Relatório |              | Estádio: Alfredo Beranger Árbitro: Carlos Córdoba |  |

| 10 de março de 2021 | Atlético Tucumán                                                    | 3 – 0     | Comunicaciones | Córdoba                                                                       |  |
| 19:20 (UTC−3)       | - Ramiro Carrera 46' - Augusto Lotti 61' - Javier Fabián Toledo 88' | Relatório |                | Estádio: Juan Domingo Perón (Instituto de Córdoba) Árbitro: Yael Falcón Pérez |  |

| 10 de março de 2021 | Independiente         | 1 – 0     | Villa Mitre (BB) | Mar del Plata                                    |  |
| 21:30 (UTC−3)       | - Silvio Romero 45+1' | Relatório |                  | Estádio: José María Minella Árbitro: Ariel Penel |  |

| 17 de março de 2021 | Racing                                                            | 3 – 1     | Sportivo Belgrano     | Sarandí                                                  |  |
| 19:25 (UTC−3)       | - Mauricio Martínez 84' - Enzo Copetti 85' - Héctor Fértoli 90+2' | Relatório | - 55' Martín Argüello | Estádio: Julio Humberto Grondona Árbitro: Nazareno Arasa |  |

### Segunda fase
- A segunda fase será disputada por 32 equipes vencedoras da fase anterior, em partida única.[3]
- Em caso de empate a vaga será decidida na disputa por pênaltis.[3]
- Os confrontos desta fase seguirão o chaveamento predeterminados da fase anterior.[3]
- Avançam 16 equipes para as oitavas de final.[3]

| Chave | Equipe 1          | Resultado      | Equipe 2           |
| ----- | ----------------- | -------------- | ------------------ |
| O1    | Newell's Old Boys | 0–1            | Sarmiento (J)      |
| O2    | Talleres (RdE)    | 0–4            | Temperley          |
| O3    | Huracán Las Heras | 1 – 4          | Estudiantes (RC)   |
| O4    | Talleres (C)      | 1 – 1 (3-1 p)  | Veléz Sarsfield    |
| O5    | Boca Unidos       | 0–2            | Godoy Cruz         |
| O6    | San Martín (SJ)   | 2 – 2 (1 - 4p) | Racing             |
| O7    | San Lorenzo       | 0–2            | Defensa y Justicia |
| O8    | Tigre             | 2–1            | Independiente      |

| Chave | Equipe 1                | Resultado    | Equipe 2               |
| ----- | ----------------------- | ------------ | ---------------------- |
| O9    | Boca Juniors            | 3–0          | Defensores de Belgrano |
| O10   | Atlético Tucumán        | 1 –2         | River Plate            |
| O11   | Villa San Carlos        | 2–1          | Estudiantes (SL)       |
| O12   | Patronato               | 2 – 2(5-3 p) | Lanús                  |
| O13   | Gimnasia y Esgrima (LP) | 5–0          | Dock Sud               |
| O14   | Colón                   | 0–1          | Argentinos Juniors     |
| O15   | Deportivo Laferrere     | 0–2          | San Telmo              |
| O16   | Deportivo Madryn        | 0–1          | Banfield               |

| 17 de março de 2021 | Deportivo Laferrere | 0 – 2     | San Telmo                  | Turdera                                           |  |
| 15:05 (UTC−3)       |                     | Relatório | - 64', 73' Ricardo Ramírez | Estádio: Alfredo Beranger Árbitro: Héctor Paletta |  |

| 17 de março de 2021 | Colón | 0 – 1     | Argentinos Juniors   | San Nicolás de los Arroyos                                           |  |
| 17:15 (UTC−3)       |       | Relatório | - 16' Gabriel Ávalos | Estádio: Estádio Único de San Nicolás Árbitro: Sebastián Mastrángelo |  |

| 23 de março de 2021 | Gimnasia y Esgrima (LP) | 5 – 0     | Dock Sud | Turdera                                      |  |
| 22:10 (UTC−3)       |                         | Relatório |          | Estádio: Alfredo Beranger Árbitro: A definir |  |

| 24 de março de 2021 | Boca Juniors | 3 - 0     | Defensores de Belgrano | Buenos Aires                          |  |
| 21:10 (UTC−3)       |              | Relatório |                        | Estádio: A definir Árbitro: A definir |  |

| 25 de março de 2021 | San Lorenzo | 0 - 2     | Defensa y Justicia | Banfield                                   |  |
| 19:10 (UTC−3)       |             | Relatório |                    | Estádio: Florencio Sola Árbitro: A definir |  |

| 17 de maio de 2021 | Newell's Old Boys | 0 - 1     | Sarmiento (J) | San Nicolás de Los Arroyos            |  |
| a definir          |                   | Relatório |               | Estádio: A definir Árbitro: A definir |  |

| 19 de maio de 2021 | Talleres (RdE) | 0 - 4     | Temperley | Caseros                               |  |
| a definir          |                | Relatório |           | Estádio: A definir Árbitro: A definir |  |

| 21 de abril de 2021 | Huracán Las Heras | 1 - 4     | Estudiantes (RC) | Junín                                 |  |
| a definir           |                   | Relatório |                  | Estádio: A definir Árbitro: A definir |  |

| 07 de abril de 2021 | Talleres (C) | 1 - 1 (3 - 1 pen.) | Vélez Sarsfield | Banfield                              |  |
| a definir           |              | Relatório          |                 | Estádio: A definir Árbitro: A definir |  |

| 13 de maio de 2021 | Boca Unidos | 0 - 2     | Godoy Cruz | Córdoba                               |  |
| a definir          |             | Relatório |            | Estádio: A definir Árbitro: A definir |  |

| 14 de abril de 2021 | San Martín (SJ) | 2 - 2 (1 - 4 pen.) | Racing | Avellaneda                            |  |
| a definir           |                 |                    |        | Estádio: A definir Árbitro: A definir |  |

| 04 de agosto de 2021 | Tigre | 2 - 1     | Independiente | San Nicolás de Los Arroyos            |  |
| a definir            |       | Relatório |               | Estádio: A definir Árbitro: A definir |  |

| 07 de abril de 2021 | Atlético Tucumán | 1 - 2     | River Plate | La Plata                              |  |
| a definir           |                  | Relatório |             | Estádio: A definir Árbitro: A definir |  |

| 12 de maio de 2021 | Estudiantes (SL) | 1 - 2     | Villa San Carlos | Cutral Có                             |  |
| a definir          |                  | Relatório |                  | Estádio: A definir Árbitro: A definir |  |

| 06 de abril de 2021 | Patronato | 2 - 2 (5 - 3 pen.) | Lanús | Avellaneda                            |  |
| a definir           |           | Relatório          |       | Estádio: A definir Árbitro: A definir |  |

| 28 de abril de 2021 | Deportivo Madryn | 0 - 1     | Banfield | Turdera                               |  |
| a definir           |                  | Relatório |          | Estádio: A definir Árbitro: A definir |  |

### Oitavas de final
- As oitavas de final será disputada por 16 equipes vencedoras da fase anterior, em partida única.[3]
- Em caso de empate a vaga será decidida na disputa por pênaltis.[3]
- Os confrontos desta fase seguirão o chaveamento predeterminados da fase anterior.[3]
- Avançam 8 equipes para as quartas de final.[3]

| Equipe 1                | Resultado   | Equipe 2           |
| ----------------------- | ----------- | ------------------ |
| Sarmiento (J)           | 0–1         | Temperley          |
| Estudiantes (RC)        | 1−1 (5−6 p) | Talleres (C)       |
| Godoy Cruz              | 3−3 (5−4 p) | Racing             |
| Defensa y Justicia      | 0−0 (4−5 p) | Tigre              |
| Boca Juniors            | 0−0 (4−1 p) | River Plate        |
| Villa San Carlos        | 0–1         | Patronato          |
| Gimnasia y Esgrima (LP) | 2−3         | Argentinos Juniors |
| San Telmo               | 1–0         | Banfield           |

### Quartas de final
- As quartas de final será disputada por 8 equipes vencedoras da fase anterior, em partida única.[3]
- Em caso de empate a vaga será decidida na disputa por pênaltis.[3]
- Os confrontos desta fase seguirão o chaveamento predeterminados da fase anterior.[3]
- Avançam 4 equipes para as semifinais.[3]

| Equipe 1           | Resultado   | Equipe 2  |
| ------------------ | ----------- | --------- |
| Temperley          | 1−2         | Talleres  |
| Godoy Cruz         | 1−0         | Tigre     |
| Boca Juniors       | 0−0 (4−2 p) | Patronato |
| Argentinos Juniors | 2−1         | San Telmo |

### Semifinais
- As semifinais será disputada por 4 equipes vencedoras da fase anterior, em partida única.[3]
- Em caso de empate a vaga será decidida na disputa por pênaltis.[3]
- Os confrontos desta fase seguirão o chaveamento predeterminados da fase anterior.[3]
- Avançam 2 equipes para a grande decisão.[3]

| Equipe 1     | Resultado | Equipe 2           |
| ------------ | --------- | ------------------ |
| Boca Juniors | 1−0       | Argentinos Juniors |
| Talleres     | 1−0       | Godoy Cruz         |

### Final
| Quarta-feira, 08 de dezembro | Boca Juniors | 0 – 0 | Talleres | Santiago del Estero                           |  |
| 21:10                        |              |       |          | Estádio: Madre de Ciudades Árbitro: A definir |  |

|                                     |       | Penalidades                        |  |
| Rojo Izquideroz Pavón Sández Salvio | 5 − 4 | Retegui Fértoli Mendez Diaz Santos |  |

## Premiação
| Copa da Argentina de 2019-20     |
| Buenos Aires                     |
| -------------------------------- |
| Boca Juniors Campeão (4º título) |

## Estatísticas

### Artilharia
- Atualizado até 8 de dezembro de 2021.[17]

| Pos. | Jogador          | Clube       | Gols |
| ---- | ---------------- | ----------- | ---- |
| 1    | Michael Santos   | Talleres    | 4    |
| 2    | Federico Girotti | River Plate | 3    |
| 2    | Enzo Copetti     | Racing Club | 3    |

Fonte: Copa Argentina